# Perillus
Genre
Perillus est un genre d'insectes hétéroptères (punaises) appartenant à la famille des Pentatomidae. 

## Distribution
Les espèces du genre Perillus sont native du continent américain. Perillus bioculatus a été introduit en Europe de l'Est pour le contrôle du doryphore de la pomme de terre.

## Systématique
Le genre Perillus a été décrit pour la première fois par l'entomologiste suédois Carl Stål en 1862.

### Publication originale
- Publication originale : (la) Stål, C., « Hemiptera mexicana enumeravit speciesque novas descripsit », Entomologische Zeitung, vol. 23, no (10–12),‎ 1862, p. 81–118, 273–281, 289–325, 437–462 (lire en ligne)

### Espèces rencontrées en Amérique du Nord
- Perillus bioculatus (Fabricius, 1775) - punaise bimaculée
- Perillus circumcinctus Stål, 1862
- Perillus confluens (Herrich-Schaeffer, 1839)
- Perillus exaptus (Say, 1825)
- Perillus lunatus Knight, 1952
- Perillus splendidus (Uhler, 1861)
- Perillus strigipes (Herrich-Schaeffer, 1853)

### Seule espèce européenne
Selon Fauna Europaea (28 juin 2016) :
- Perillus bioculatus (Fabricius, 1775)

### Synonymes
- Mineus Stål, 1867[3]
- Gordonerius Distant, 1900
- Perilloides Schouteden, 1907